# (73428) 2002 LP45
(73428) 2002 LP45 – planetoida z pasa głównego asteroid okrążająca Słońce w ciągu 5,59 lat w średniej odległości 3,15 j.a. Odkryta 6 czerwca 2002 roku.